# اس ۵۰۰
اس ۵۰۰ (S-500 Prometey) به عنوان 55R6M "Triumfator-M" نیز شناخته می‌شود، یک سامانهٔ موشکی سطح‌به‌هوای ضدبالیستیک روسی است که برای جایگزینی سامانهٔ موشکی ضدبالیستیک فعال کنونی اِی-۱۳۵ و به‌عنوان مکملی برای اس-۴۰۰ توسعه یافته است. اس-۵۰۰ توسط شرکت آلماز-آنتی ساخته شده است. در ابتدا برنامه‌ریزی شده بود که این سامانه تا سال ۲۰۱۴ وارد خط تولید شود، اما نخستین واحد از آن در نهایت در سال ۲۰۲۱ تحویل داده شد.

## آزمایش‌ها
روسیه در مه ۲۰۱۸ دوربُردترین آزمایش موشکی سطح‌به‌هوا را با اس-۵۰۰ انجام داد. بر اساس گزارش‌هایی به نقل از منابع ناشناس نزدیک به آمریکا، اس-۵۰۰ توانسته هدفی را در فاصلهٔ ۴۸۲ کیلومتری (۳۰۰ مایلی) هدف قرار دهد که ۸۰ کیلومتر بیشتر از رکورد قبلی بود.
در ۴ ژوئن ۲۰۱۹، وزارت دفاع روسیه ویدئویی را منتشر کرد که پرتاب موفق یک سامانهٔ جدید موشکی ضدبالیستیک را در قالب یک موشک سطح‌به‌هوای بلندبرد، نشان می‌داد. اگرچه ماهیت سامانهٔ پدافند هوایی که در حال آزمایش بود ذکر نشد، اما به‌طور گسترده گمان می‌رود که آن آزمایش، مربوط به آزمایش سامانهٔ موشکی اس-۵۰۰ بوده است. رادارِ اس-۵۰۰ در اواخر سال ۲۰۱۹ آزمایش شد.
در ژوئیهٔ ۲۰۲۱، وزارت دفاع روسیه نخستین فیلم عمومی از آزمایش شلیک مستقیم سامانهٔ اس-۵۰۰ در کاپوستین یار را منتشر کرد.

## ویژگی‌ها
اس-۵۰۰ برای رهگیری و انهدام موشک‌های بالستیک قاره‌پیما و همچنین موشک‌های کروز اَبَرصوت، هواپیماها و برای دفاع هوایی در برابر آواکس‌ها طراحی شده است. این سامانه با محدودهٔ برنامه‌ریزی‌شدهٔ ۶۰۰ کیلومتر (۳۷۰ مایل) برای موشک‌های ضدبالیستیک (ABM) و ۵۰۰ کیلومتر (۳۱۰ مایل) برای پدافند هوایی، می‌تواند تا ۱۰ هدف ابرصوت بالیستیک را که با سرعت ۵ تا ۷ کیلومتر بر ثانیه در حال حرکت هستند رهگیری کند. همچنین انهدام موشک‌های کروز ابرصوت و سایر اهداف هوایی با سرعت بالاتر از ۵ ماخ و همچنین فضاپیماها، از وظایف این سامانه است. ارتفاع هدف درگیر می‌تواند به ۱۸۰ تا ۲۰۰ کیلومتر در محدودهٔ مدار پایینی زمین باشد. این سامانه در مقابل موشک‌های بالستیک تا برد پرتاب ۳۵۰۰ کیلومتر، مؤثر است.
این سیستم، متحرک بوده و قابلیت استقرار سریع دارد. کارشناسان بر این باورند که قابلیت‌های این سامانه می‌تواند بر موشک‌های بالستیک قاره‌پیمای دشمن در بخش‌های میانی و انتهایی پرواز آن‌ها تأثیر بگذارد. اما گزارش‌های الماز-انتی حاکی از این است که سامانهٔ طراحی هدف خارجی (RLS Voronezh-DM) و سامانهٔ راداری و دفاعی، قادر به رهگیری در اواسط پرواز موشک‌های بالیستیک دشمن است که این موضوع، مربوط به یکی از آخرین مراحل پروژهٔ طراحی اس-۵۰۰ بوده است. زمان پاسخگویی اس-۵۰۰ کمتر از ۴ ثانیه است. این زمان در سامانهٔ اس-۴۰۰، کمتر از ۱۰ ثانیه است. نوع موشک‌های مورد استفاده در سامانهٔ اس-۵۰۰ به‌ویژه برای رهگیری اهداف برد بلند، هنوز فاش نشده است. سایر موشک‌های این سامانه که قرار است جهت رهگیری اهداف معمول هوابرد مورد استفاده قرار گیرند، احتمالاً مشابه موشک‌های سامانه اس-۴۰۰ هستند.

## صادرات
در سپتامبر ۲۰۲۱، یوری بوریسوف، معاون نخست‌وزیر روسیه گفت که: «هند می‌تواند یک مشتری آینده‌نگر و احتمالاً نخستین مشتری اس-۵۰۰ باشد.» همچنین به‌گفتهٔ رجب طیب اردوغان، رئیس‌جمهور ترکیه، ترکیه آمادهٔ بررسی خرید احتمالی اس-۵۰۰ در آینده است.